# Liesbeth van der Pol
Liesbeth van der Pol (* 20. Januar 1959 in Amsterdam) ist eine niederländische Architektin und war von 2008 bis 2011 die leitende Regierungsarchitektin (niederländisch: Rijksbouwmeester).

## Laufbahn

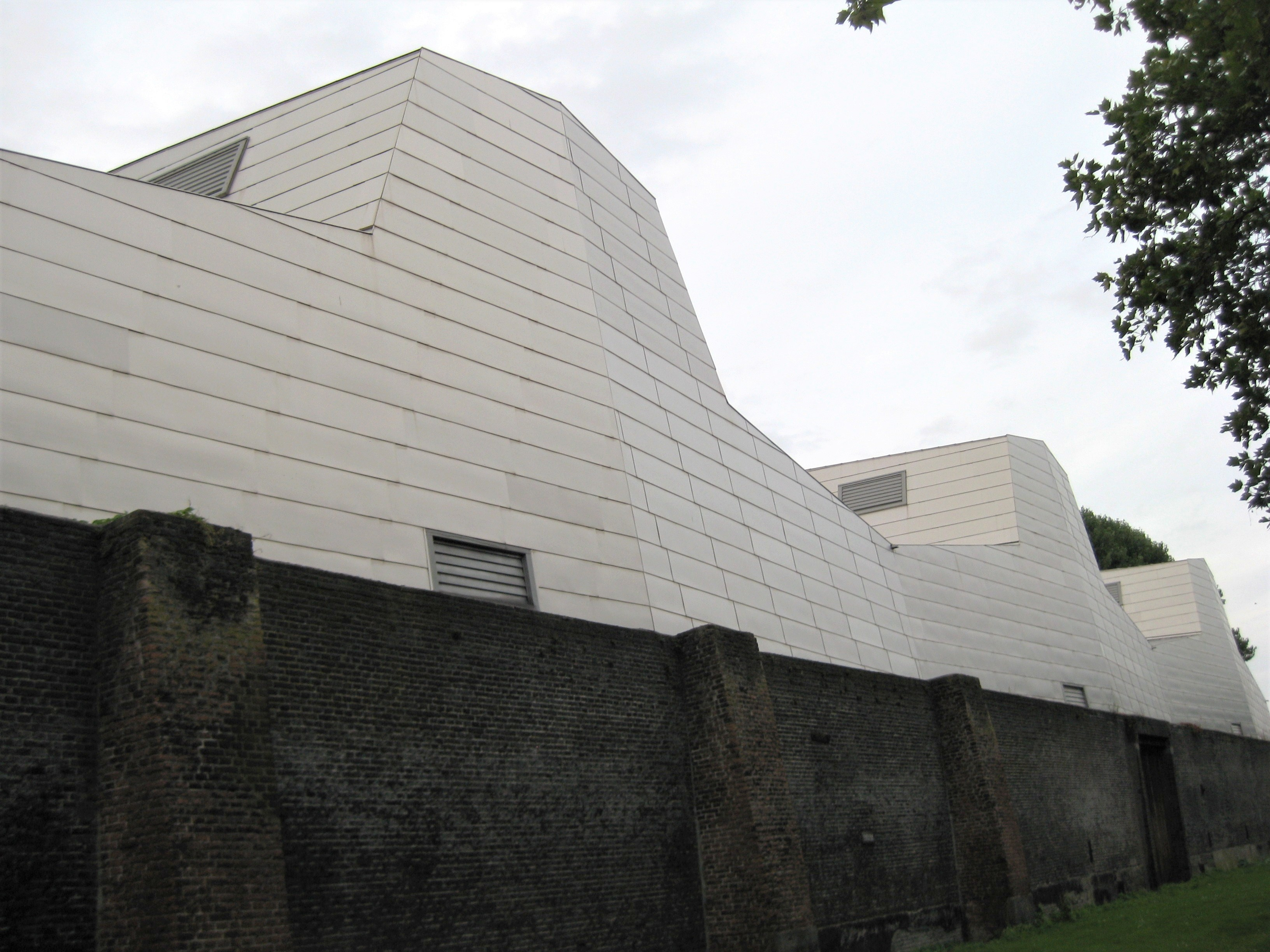
Das Depot "Het Behouden Huis" des Niederländischen Schifffahrtsmuseums

Liesbeth van der Pol machte 1988 ihren Abschluss an der TU Delft. 1989 machte sie sich als Architektin selbstständig. Zusammen mit ihrem Partner Herman Zeinstra gründete sie 1995 das Büro Atelier Zeinstra van der Pol. Die Firma wuchs schnell und wurde für eine Vielzahl von Projekten bekannt, darunter Wohnhäuser sowie Kultur- und Industriebauten. Atelier Zeinstra van der Pol und Blue Architects Amsterdam schlossen sich 2007 zu Dok Architects zusammen, dem in Amsterdam ansässigen Büro, das Van der Pol gemeinsam mit Zeinstra leitet.
Neben ihrer Arbeit als Architektin war und ist Van der Pol als Gastdozentin an verschiedenen Universitäten und Akademien tätig und war Mitglied in mehreren Jurys. Sie war Leiterin des Bereichs Mensch und öffentlicher Raum an der Design Academy Eindhoven und ist regelmäßig Gastrednerin bei Vorträgen, Debatten, Konferenzen und Workshops.
Am 15. August 2008 trat sie die Nachfolge von Mels Crouwel als Rijksbouwmeester an und war damit die erste Frau in dieser Position. Am 1. August 2011 übergab sie das Ant an Frits van Dongen.
Am 5. März 2019 wurde bekannt, dass die Spannungen bei der Renovierung des Binnenhofs in Den Haag so groß geworden waren, dass die koordinierende Architektin Liesbeth van der Pol ausgeschlossen wurde. Auf ihren Vorschlag hin sollte die historische Mittelhalle im Senat zu einem Treppenhaus umgebaut werden. Senatspräsidentin Ankie Broekers-Knol sprach sich entschieden dagegen aus.

## Gebäude

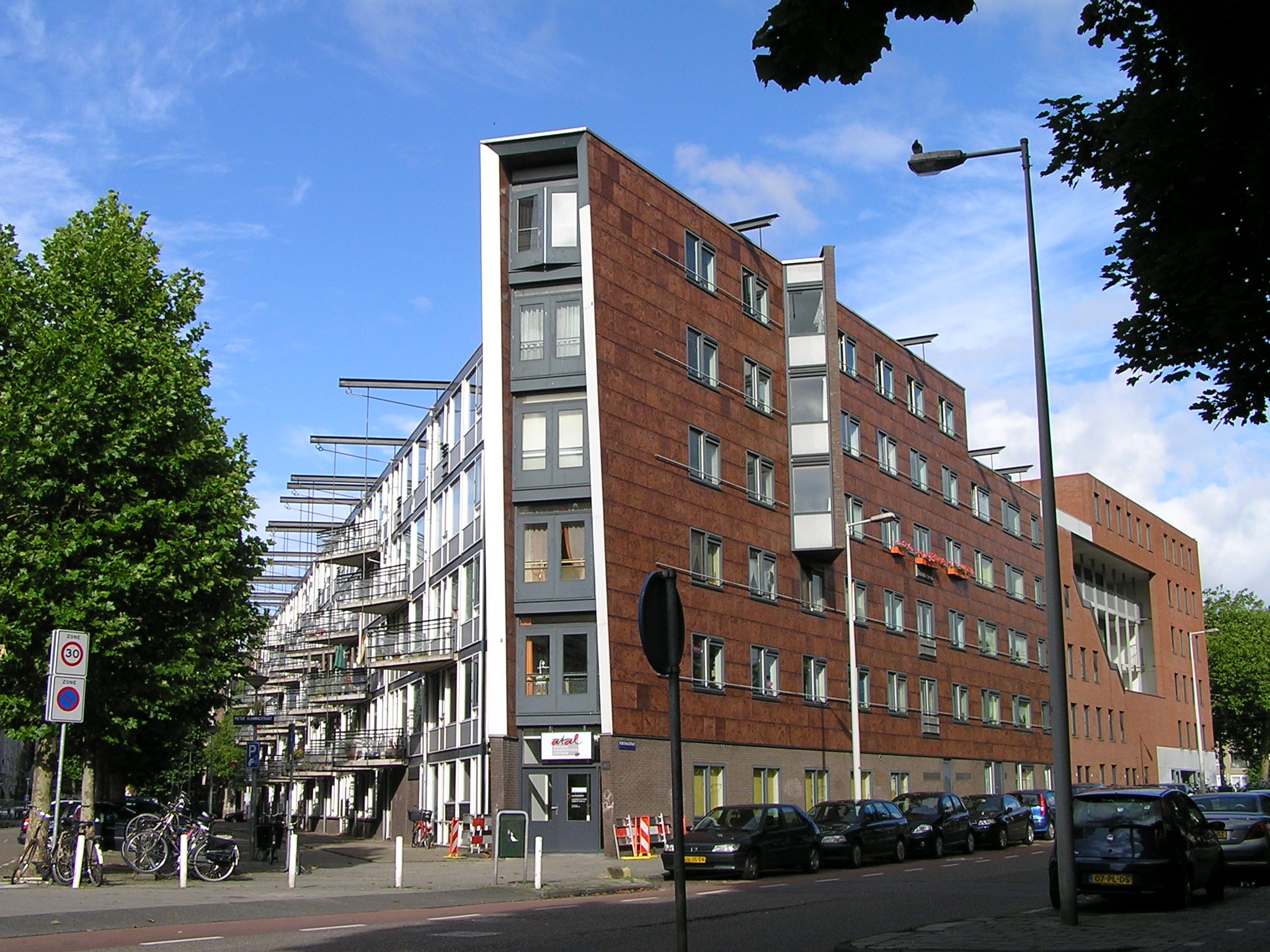
Wohnhaus, Amsterdam-Oost

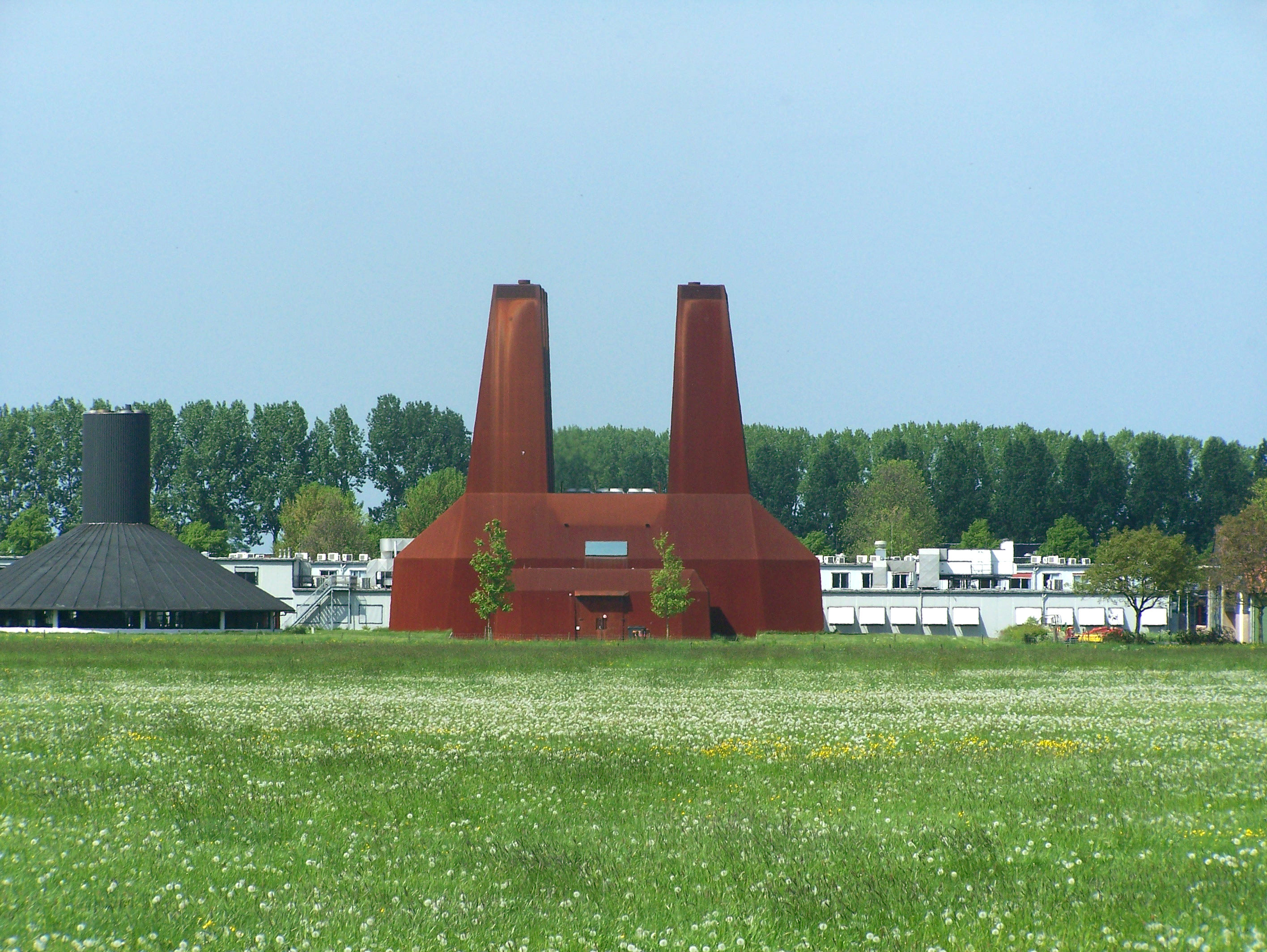
Kraft-Wärme-Kopplungzentrale am Utrecht Science Park

Van der Pols Arbeiten zeichnen sich durch Aufmerksamkeit für Ort und Benutzer, Kraft, Farbe und Ausdruck aus. Ihre Gebäude sind freizügige Charaktere. Auf der Suche nach dem Charakter der Gebäude verwendet sie Aquarelle und Skizzen, in denen der Kern der Entwürfe enthalten ist. Bekannte Projekte sind das Depot-Gebäude (1997–2001) und die Renovierung des Nederlands Scheepvaartmuseum in Amsterdam (2005–2010), die nachhaltige Ganzholzschule Brede in Osdorp, Amsterdam (2000–2006), die Medienbibliothek in Delft (2000–2007) und, in Zusammenarbeit mit dem Landschaftsarchitekten Lodewijk Baljon den Masterplan für die Waalfront in Nijmegen (2005–2025), die Rooie Donders in Almere (1994–1998), Aquartis in Amsterdam (1996–2001) und die Kraft-Wärme-Kopplungsanlage am Utrecht Science Park (2002).
Im Jahr 2007 machte sie einen Entwurf für ein (nicht ausgeführtes) Nationales Geschichtsmuseum in Den Haag.

## Preise
1992 erhielt Van der Pol den Charlotte-Köhler-Preis für Architektur des Prins Bernhard Cultuurfonds und 1993 wurde sie mit dem Maaskant-Preis für junge Architekten in Rotterdam ausgezeichnet. Im Laufe der Zeit hat sie eine Vielzahl weiterer Preise erhalten, von Materialpreisen bis hin zu Publikumspreisen.